# Савченко, Анатолий Петрович (депутат)
Анато́лий Петро́вич Са́вченко (3 февраля 1937 — 27 января 1995) — украинский учёный и государственный деятель, секретарь ЦК КПУ (1990—1991), депутат Верховного Совета УССР XI созыва (1985—1990), депутат Верховной Рады Украины I созыва (1990—1994), член-корреспондент Академии наук Украины, лауреат Государственной премии УССР в области науки и техники (1985).

## Биография
Анатолий Савченко родился 3 февраля 1937 года.
Окончил Харьковский инженерно-экономический институт по специальности инженер-экономист; Институт экономики Академии наук Украины.
С 1959 года работал на рудниках и шахтах Забайкалья и Донбасса.
С 1966 года — на научной работе в Институте экономики и промышленности Академии наук УССР в Донецке.
С 1975 года — на партийной работе в Донецкой области, заведующий социально-экономическим отделом ЦК КПУ.
Доктор экономических наук. Член-корреспондент Академии наук Украины.
Член КПСС в 1963—1991 годах. Член Центральной контрольной комиссии КПСС (1990—1991). Кандидат в члены ЦК КПУ. Депутат Верховного Совета УССР XI созыва (1985—1990).
Cекретарь ЦК КПУ (1990—1991).
В 1990 году был выдвинут кандидатом в Народные депутаты Украины трудовыми коллективами Вознесенской Центральной районной больницы, швейной фабрики, сырокомбината, консервного завода, мясокомбината, совхозов «Восход», имени Тимирязева, «Зеленый Гай», имени Докучаева, карьера «Троекратный» города Вознесенска и Вознесенского района, колхоза «Ленинская Искра», совхозов «Бугский», «Степной» Новоодесского района Николаевской области.
4 марта 1990 года был избран депутатом Верховной Рады Украины I созыва от Вознесенского избирательного округа № 286 (Николаевская область). Входил в группу «За советскую суверенную Украину». Член Комиссии Верховной Рады Украины по вопросам Чернобыльской катастрофы.
С 1994 года — главный научный сотрудник Института экономики НАН Украины.
Умер 27 января 1995 года.

## Награды
- Лауреат Государственной премии УССР в области науки и техники (1985)[1].
- Орден Трудового Красного Знамени.
- Орден Дружбы народов.
- Медали